# Pimpla nigroaenea
Pimpla nigroaenea är en stekelart som först beskrevs av Joseph Augustine Cushman 1927.  Pimpla nigroaenea ingår i släktet Pimpla och familjen brokparasitsteklar. Inga underarter finns listade i Catalogue of Life.